# Таоскари
Таоскари (груз. ტაოსკარი, буквально «врата Тао») — название поселения и административной единицы в области Тао. Одноименный поселок на сегодняшний день расположен в северо-восточной части Турции, в селении Чатаксу, район Олур, провинция Эрзурум. Хотя в ранних османских записях оно упоминается как Таоскар, в более поздних источниках упоминается как Тавускер.

## История
Таоскари был большим поселением в области Тао, с двумя замками и несколько церквями. Окруженную скалистыми горами, обширную равнину между реками Таоскари и Салучури контролировали замки находившиеся здесь. Будучи частью Грузинского царства часто подвергался нападениям турок-сельджуков, чему способствовало поражение византийцев в битве при Манцикерте в 1071 году. После поражений в битве при замке Квели в 1080 году, регион Тао-Кларджети, включая Таоскари, был захвачен сельджуками. В результате грузино-сельджукских войн, царю Давиду IV в 1116 году удалось освободить Тао. Позже район стал частью Княжество Самцхе. Район продолжал находиться в юрисдикции Банской епархии грузинской православной церкви. В середине XVI века, Таоскари был захвачен османами, в результате чего район стал частью эялета Чылдыр. Таоскари стал центром одноименного района под названием Таоскар, который был связан с Арданучской ливи[неизвестный термин]. Такие деревни, как Аргниси, Кивити, Пулури, Алдекоси, Калакеси, Ниакоми, Карашути, Калакеси, Набденеви, подчинялись подрайону Таоскари. Согласно ежегоднику Эрзерума, датированному 1871-1872 гг., в 28 деревнях района проживал 3041 мужчина.
После османско-русской войны 1877-1878 гг. перешел к Российской империи. По словам грузинского историка и археолога Эквтиме Такаишвили, посетившего район в 1907 году, население Таоскари состояло в основном из грузин-мусульман. После вывода российской армии из региона в конце первой мировой войны, находился в границах независимой Грузии в 1918-1921 годах. В 1921 году, после советизации Грузии Таоскари перешел к Турции. Таоскари получил статус деревни, а его название было изменено на Чатаксу.